# 和尚铺组
和尚铺组是位于中国宁夏、甘肃的下白垩世地层，1948年由王曰伦、李启贤、刘庄命名。该地层以紫红色砂砾岩、砂岩、粉砂岩、泥岩为主，间夹灰白色粗-细粒长石石英砂岩、褐色页岩等。